# Barking y Dagenham
Barking y Dagenham es un municipio del Gran Londres (Inglaterra) Reino Unido.

## Geografía
Barking y Dagenham está ubicado en la zona nordeste del Plano de Londres, en el área conocida como Londres exterior. Sus distritos principales son Barking, Becontree y Dagenham. Limita con otros municipios del Gran Londres: al este con Havering, al sur con el río Támesis, en cuya otra orilla se ubican Greenwich y Bexley, al suroeste con Newham y al noroeste con Redbridge. 
Gran parte de las viviendas del municipio fueron construidas por el London County Council durante el período de entreguerras de 1921-1939.
Según la Oficina Nacional de Estadística británica, Barking y Dagenham tiene una superficie de 36,09 km².

## Historia
El municipio se formó en 1965 en virtud del Acta del Gobierno de Londres de 1963 bajo el nombre de Barking. Se formó básicamente con el municipio precedente de Barking y una gran parte del de Dagenham. El territorio se traspasó de Essex al Gran Londres. En la época de la fusión, la población combinada de Barking y Dagenham rondaba las 180 000 personas, la punta norte de Dagenham había sido incorporada al municipio de Redbridge y una pequeña zona de Barking al de Newham. El municipio fue rebautizado como Barking y Dagenham en 1980. En 1994 la parte de la urbanización de Becontree, en Redbridge, fue transferida a Barking y Dagenham.

## Demografía
Según el censo de 2001, Barking y Dagenham tenía 163 944 habitantes (47,62% varones, 52,38% mujeres) y una densidad de población de 4542,64 hab/km². El 23,39% eran menores de 16 años, el 69,27% tenían entre 16 y 74, y el 7,32% eran mayores de 74. La media de edad era de 36,08 años. 
Según su grupo étnico, el 85,19% de los habitantes eran blancos, el 1,88% mestizos, el 5,05% asiáticos, el 6,98% negros, el 0,47% chinos, y el 0,43% de cualquier otro. La mayor parte (88,53%) eran originarios del Reino Unido. El resto de países europeos englobaban al 3,22% de la población, mientras que el 3,59% había nacido en África, el 3,4% en Asia, el 0,86% en América del Norte, el 0,16% en América del Sur, el 0,12% en Oceanía, y el 0,13% en cualquier otro lugar. El cristianismo era profesado por el 68,99%, el budismo por el 0,22%, el hinduismo por el 1,14%, el judaísmo por el 0,33%, el islam por el 4,36%, el sijismo por el 1,07%, y cualquier otra por el 0,19%. El 15,29% no eran religiosos y el 8,4% no marcaron ninguna opción en el censo.
El 49,11% de los habitantes estaban solteros, el 34,91% casados, el 2,36% separados, el 6,58% divorciados y el 7,04% viudos. Había 67 273 hogares con residentes, de los cuales el 30,79% estaban habitados por una sola persona, el 16,91% por padres solteros con o sin hijos dependientes, el 49,77% por parejas (40,79% casadas, 8,98% sin casar) con o sin hijos dependientes, y el 2,52% por múltiples personas. Además, había 1059 hogares sin ocupar y 46 eran alojamientos vacacionales o segundas residencias.
La población económicamente activa del municipio se situó en 71 537 habitantes, de los que un 89,08% tenían empleo, un 7,15% estaban desempleados, y un 3,75% eran estudiantes a tiempo completo.

## Gobierno
El ayuntamiento del municipio está formado por un alcalde y 51 concejales, elegidos cada cuatro años en 17 circunscripciones electorales.
|  |  |  | Chadwell Heath Residents Association Partido Conservador Partido Laborista Partido Liberal Demócrata Partido Nacional Británico |

## Distritos
| Distrito        | Ciudad postal | Código postal | Coordinadas                          | Ref. OS grid |
| --------------- | ------------- | ------------- | ------------------------------------ | ------------ |
| Barking         | BARKING       | IG            | 51°32′10″N 0°04′37″E / 51.536, 0.077 | TQ440840     |
| Becontree       | DAGENHAM      | RM            | 51°32′53″N 0°08′31″E / 51.548, 0.142 | TQ485855     |
| Becontree Heath | DAGENHAM      | RM            | 51°33′47″N 0°09′07″E / 51.563, 0.152 | TQ493871     |
| Castle Green    | DAGENHAM      | RM            | 51°31′59″N 0°07′19″E / 51.533, 0.122 | TQ472837     |
| Chadwell Heath  | ROMFORD       | RM            | 51°34′30″N 0°08′38″E / 51.575, 0.144 | TQ485885     |
| Creekmouth      | BARKING       | IG            | 51°31′08″N 0°05′56″E / 51.519, 0.099 | TQ457820     |
| Dagenham        | DAGENHAM      | RM            | 51°32′20″N 0°08′31″E / 51.539, 0.142 | TQ485845     |
| Marks Gate      | ROMFORD       | RM            | 51°35′35″N 0°08′38″E / 51.593, 0.144 | TQ485905     |
| Rush Green      | ROMFORD       | RM            | 51°33′58″N 0°10′19″E / 51.566, 0.172 | TQ505875     |

## Hermanamientos
El municipio está hermanado con las ciudades de:
- Witten (Alemania);
- Tczew (Polonia).